# غوميليكسيماب
غوميليكسيماب هو جسم مضاد وحيد النسيلة مجانس من الإنسان والمكاك آكل السلطعون، مثبط للمناعة يستخدم في علاج الربو التحسسي.